# Una macchina da guerra
Una macchina da guerra (The Machine Gunners) è un romanzo storico per ragazzi dello scrittore inglese Robert Westall. Pubblicato per la prima volta in lingua originale nel 1975, si aggiudicò il prestigioso premio letterario Carnegie Medal.

## Trama
Autunno del 1940. La cittadina di Garmouth, in Inghilterra, subisce quasi quotidianamente dei bombardamenti da parte della Luftwaffe, l'aviazione tedesca.
L'adolescente Charles "Chas" McGill trova in un bosco vicino a Garmouth un aereo tedesco abbattuto. Con l'aiuto degli amici Clogger, Nicky, Audrey, Cem e Pel di Carota, Chas rimuove la mitragliatrice dalla torretta dell'aereo e la posiziona in un rifugio costruito insieme ai compagni. In questo modo sperano di dare una mano al loro paese in caso di invasione da parte dei nazisti.
Un giorno l'aviatore tedesco Rudi, precipitato sul suolo britannico qualche tempo prima, finisce per caso nel rifugio costruito dai ragazzi. Dopo un po' di diffidenza, Rudi stringe amicizia con Chas e i suoi compagni, e li aiuta a trasformare il rifugio in una vera fortezza, aggiustando anche la mitragliatrice.
Nessuno a Garmouth sospetta dell'esistenza di quella piccola postazione antiaerea ma una notte, in seguito a un falso allarme, Chas spara con la mitragliatrice contro un gruppo di persone che credeva erroneamente essere dei tedeschi. Per fortuna Chas non ferisce nessuno, ma ormai la loro fortezza è scoperta.
Rudi viene portato in ospedale a causa di una accidentale ferita da arma da fuoco, mentre la mitragliatrice viene requisita dalla milizia volontaria di Garmouth. Per Chas e i suoi amici il gioco è finito...

## Adattamenti
Nel 1983, la BBC ha prodotto una serie televisiva basata sul romanzo di Westall; nel 2002, la stazione BBC Radio 4 ne ha trasmesso un adattamento radiofonico in 10 episodi.

## Edizioni
- Robert Westall, Una macchina da guerra, traduzione di Lucio Angelini, Salani, 2010,  p. 189, ISBN 978-88-6256-199-0.